# M-Pire of Evil
M-Pire of Evil (oft auch M:Pire of Evil oder Mpire of Evil geschrieben) ist eine englische Thrash-Metal-Band aus Newcastle upon Tyne, die im Jahr 2010 unter dem Namen Prime Evil gegründet wurde.

## Geschichte
Nachdem der Gitarrist Jeffrey „Mantas“ Dunn und der Schlagzeuger Anton „Antton“ Lant bereits zuvor bei Venom aktiv waren, kamen beide 2010 wieder miteinander in Kontakt, nachdem Lant als Schlagzeuger zu Dunns Band Dryll gekommen war. Kurz darauf beschlossen beide ein neues Bandprojekt zu gründen. Mit dem Hinzukommen des Bassisten und Sängers Tony „Demolition Man“ Dolan, welcher ebenfalls mit beiden zuvor bei Venom tätig war, vervollständigte sich die Besetzung. Fans wählten einen Namen für dieses Projekt, der schließlich Prime Evil lautete, benannt nach dem gleichnamigen Venom-Album, auf dem Dunn und Dolan zu hören waren. Da es jedoch bereits eine Band mit demselben Namen gab, erfolgte die Umbenennung zu M-Pire of Evil. Ende 2011 folgte die EP Creatures of the Black, der Anfang 2012 das Debütalbum Hell to the Holy folgte. Bevor die Band auf Tour ging, verließ Lant die Band und wurde durch Marc „JXN“ Jackson ersetzt. Daraufhin folgte eine Tour durch Nordamerika. 2013 erschienen das Album Crucified und die Single Demone/Taking It All. 2014 erschien das erste Live-Album der Band, auf dem die Gruppe bei einem Konzert in Frankreich zu hören ist, sowie die Split-Veröffentlichung Double Jeopardy, die eine neu aufgenommene Version des Venom-Liedes Manitou enthielt. Bei Konzerten in Europa und Asien war der Italiener Francesco Frullo La Rosa als Schlagzeuger tätig.
Das vorerst letzte Konzert gab M-Pire of Evil am 3. Oktober 2015 im französischen Fismes. Aktuell (2017) sind die Bandmitglieder Dunn und Dolan zusammen mit dem früheren Venom-Schlagzeuger Anthony „Abaddon“ Bray unter dem Namen Venom Inc. aktiv.

## Stil
Laut Matt Reifschneider von metal-observer.com spielt die Band auf Crucified rohen Thrash Metal. Das Album bestehe jedoch, bis auf die letzten beiden Lieder, nur aus Venom-Coverversionen, sodass man das Album schon fast als Best-Of-Album ansehen könne. Robert Müller beschrieb die Musik des Albums als Thrash Metal der frühen 1990er-Jahre mit leichten Punk-Einflüssen.

## Diskografie
- Creatures of the Black (EP, 2011, Scarlet Records)
- Hell to the Holy (Album, 2012, Scarlet Records)
- Demone (EP, 2013, Night of the Vinyl Dead Records)
- Crucified (Album, 2013, Mausoleum Records)
- Double Jeopardy (Split mit Grazed, 2014, Eigenveröffentlichung)
- M:Pire of Evil Live (Live-Album, 2014, Eigenveröffentlichung)